# Geranium macrorrhizum
Espèce
Classification phylogénétique
Le Géranium à grosses racines, Géranium à gros rhizome, Géranium à long rhizome ou Géranium à rhizome long (Geranium macrorrhizum) est une espèce de plantes de la famille des Geraniaceae. Elle est cultivée comme ornementale.

## Description
C'est une plante herbacée, aux souches vivaces, aux tiges de 10 à 30 cm de hauteur, aux feuilles orbiculaires, palmipartites, à 5-7 lobes crénelés-dentés, très odorantes.
Les fleurs sont roses ou blanches, grandes, corymbiformes. Les inflorescences sont à racèmes de cymes unipares hélicoïdes. Elles sont hermaphrodites à pollinisation : entomogame, autogame. La floraison a lieu en avril en culture et l'été en montagne.

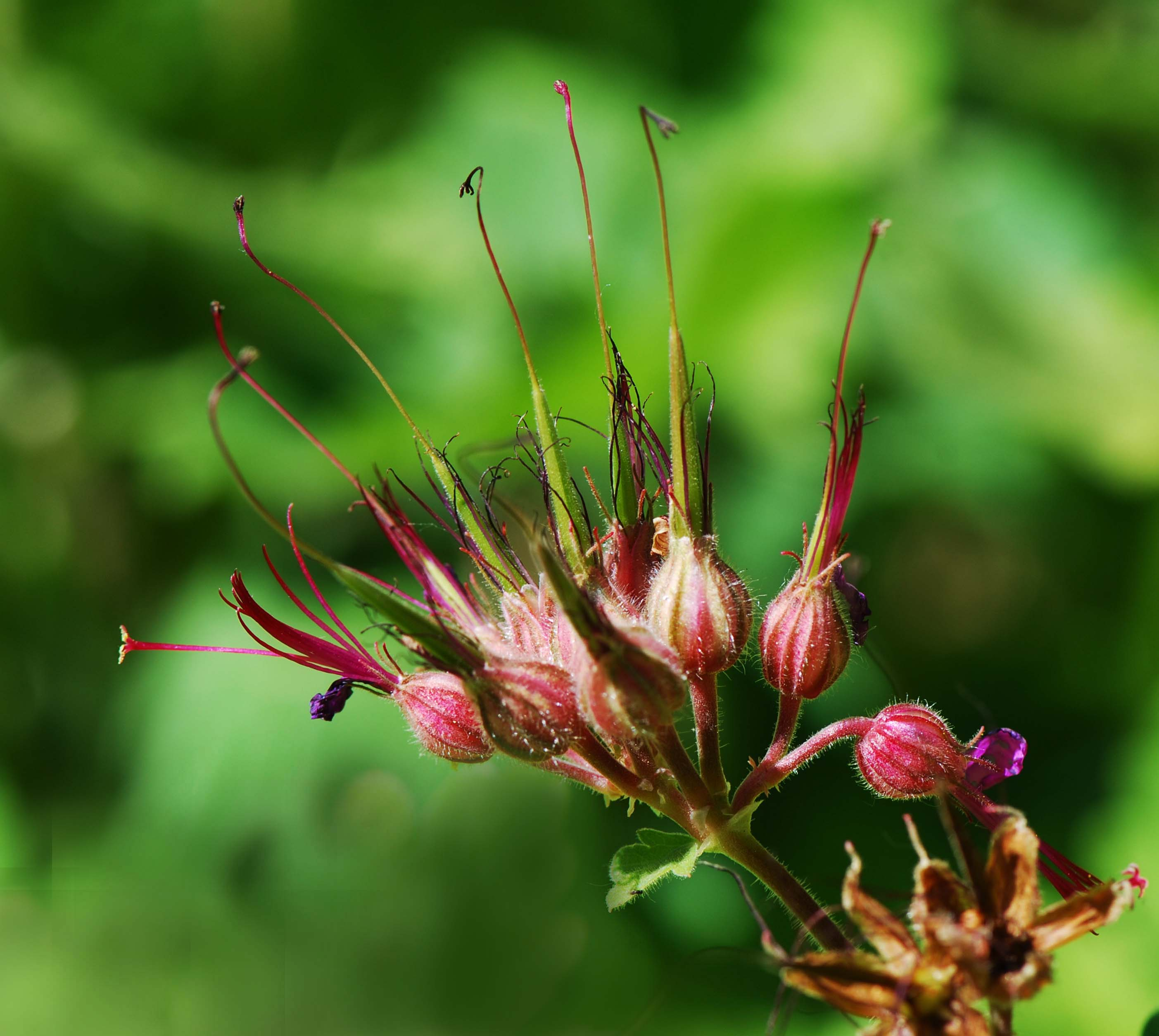
Fruits de Geranium macrorrhizum.

Le fruit est une capsule et la dissémination épizoochore

## Habitat
Le géranium à grosses racines est une plante originaire d'Europe, présente en Bulgarie, Roumanie, Autriche, Albanie, ex-Yougoslavie, Grèce, Italie et France,.
Le géranium à grosses racines n'a été retrouvé en France que dans quelques départements, Aisne, Alpes-Maritimes, Calvados, Loiret, Haute-Marne et Meuse, et uniquement dans 6 sites Natura 2000 et une ZNIEFF des Alpes-Maritimes.

## Culture
Geranium macrorrhizum est cultivé comme couvre-sol ornemental. Son feuillage semi-persistant limite la pousse des "mauvaises herbes". Au printemps, il se couvre de fleurs rouge violet.
C'est une plante rustique, ne craignant pas le gel.